# Archibald Alexander Hodge
Archibald Alexander Hodge (18 juillet 1823 - 12 novembre 1886), pasteur américain et dirigeant de l'Église presbytérienne, fut le directeur du Princeton Theological Seminary de 1878 à 1886. Il s'inscrivit comme son père Charles Hodge dans le courant de pensée dit de la "théologie de Princeton".

## Biographie
Archibald Alexander Hodge est né le 18 juillet 1823 dans le foyer de Sarah et du pasteur Charles Hodge à Princeton (New Jersey). Il doit ses prénoms au mentor de son père, Archibald Alexander, qui fut le tout premier directeur du Princeton Theological Seminary.
A. A. Hodge entré au College of New Jersey (l'actuelle Université de Princeton) en 1841, puis au Princeton Theological Seminary en 1847.
Il a d'abord été missionnaire en Inde pendant trois ans (1847-1850), puis est rentré aux États-Unis, devenant pasteur en paroisse, successivement à Lower West Nottingham, dans le Maryland (1851-1855), Fredericksburg en Virginie (1855-1861) et à Wilkes-Barre en Pennsylvanie (1861-1864). En 1864, il accepta un appel à la chaire de théologie systématique au Western Theological Seminary (l'actuel séminaire théologique de Pittsburgh) à Pittsburgh, en Pennsylvanie. En 1877, il est appelé à Princeton pour assister son père, Charles Hodge, dans sa charge d'enseignement de théologie systématique. En 1878, il lui succède comme titulaire de la chaire de théologie systématique.
Il était administrateur du College of New Jersey et dirigeant de l'Église presbytérienne américaine.
Il mourut le 12 novembre 1886 à Princeton.

## Influence
Archibald Alexander Hodge a accompli jusqu'à la fin de sa vie un important travail d'écriture, de prédication, de conférences, de discours, de contacts avec les hommes d'influence et, ce faisant, d'élargissement de l'influence du christianisme aux États-Unis. Parmi ses écrits les plus influents, on trouve un article intitulé "Inspiration" qui a inauguré une série d'articles parus dans la "Revue presbytérienne" qui a établi la théologie biblique comme une science historique. Cet article a été co-écrit avec Benjamin B. Warfield en 1880. Il a été l'un des fondateurs de la "Revue presbytérienne", et l'un de ses contributeurs importants. Il a contribué à des articles importants dans des encyclopédies comme l'encyclopédie Johnson's, McClintock et Strong's, et l'encyclopédie Schaff-Herzog.
En chaire, Hodge était un prédicateur d'une grande puissance. Comme il n'avait pas besoin de faire une nouvelle préparation chaque semaine, il n'avait que peu de sermons et il les prêchait fréquemment. Ces sermons n'ont jamais été écrits et n'ont pas été composés avec de grands efforts. Ils se sont développés à partir de modestes ébauches et, au fur et à mesure des nouvelles réflexions accompagnant de nouvelles prédications, ils devinrent de plus en plus élaborés et d'une grande qualité littéraire.

## Positions théologiques
Le trait distinctif de A.A. Hodge en tant que théologien était sa capacité à conceptualiser. Il avait un esprit d'une acuité singulière, ce qui en faisait un véritable métaphysicien autodidacte mais sa théologie était réformée, tout à fait dans la ligne de celle de son père. Bien qu'il ait enseigné la même théologie que son père, il était indépendant et respectueux. Son premier livre et celui par lequel il est le plus connu est son Outlines of Theology (New York, 1860 ; édition revue, 1878 ; réimprimé en 1996,  (ISBN 0851511600)), qui a été traduit en gallois, grec moderne et hindoustani. Son livre "L'expiation dans le christianisme... (Philadelphie, 1867 ; réimprimé en 1989  (ISBN 0685268381) est toujours considéré comme l'un des meilleurs traités sur le sujet. Son commentaire sur la Confession de foi de Westminster (1869,  (ISBN 0837009324)) est considéré comme un livre très utile, clair et concis. 

## Œuvres

### Livres
Archibald Alexander Hodge est l'auteur de quelque 37 livres, tous dans le domaine public et souvent accessibles en ligne. Voici ses principaux livres et les liens pour y accéder :
- A commentary on the [Westminster] Confession of Faith  ("Un commentaire de la Confession de foi [de Westminster]") 
  - (en)(1869) Google books / Robarts - University of Toronto / Knox - University of Toronto / Princeton Theological Seminary Library
  - (en)(réédition de 1901) Princeton Theological Seminary Library
  - (es) Comentario de la Confesion de fe de Westminster de la Iglesia Presbiteriana (1897), Princeton Theological Seminary Library

- A commentary on the confession of faith [of the Assembly of divines] edited by W.H. Goold ("Un commentaire de la Confession de foi [de l'Assemblée des pasteurs] présenté par W.H. Goold")
  - (en) (1870) Oxford University

- The atonement ("L'expiation")
  - (en)(1867) Trinity College - University of Toronto / Robarts - University of Toronto / New York Public Library / New York Public Library
- Outlines of theology 
  - (en)(1860) Princeton Theological Seminary Library
  - (en)(1861) Princeton Theological Seminary Library
  - (en)(1863) Harvard University
  - (en)(1863) (présenté par W.H. Goold) Oxford University
  - (en)(1865) Princeton Theological Seminary Library
  - (en)(1866) unknown library / Google books
  - (en)(1876) New York Public Library
  - (en)(1877) Emmanuel - University of Toronto
  - (en)(1878) Princeton Theological Seminary Library
  - (en)(1879) Princeton Theological Seminary Library
  - (en)(1879) (présenté par W.H. Goold) Oxford University

- The life of Charles Hodge ... professor in the Theological seminary, Princeton, N.J. ("La vie de Charles Hodge... professeur au séminaire théologique de Princeton")
  - (en) (1880) Princeton Theological Seminary Library / University of California Libraries / New York Public Library
  - (en) (1881) Oxford University

- Popular lectures on theological themes ("Conférences publiques sur des questions théologiques") 
  - (en)(1887) Harvard University Library

- Inspiration (en) (1881) (Reprinted from the Presbyterian review, April, 1881) Princeton Theological Seminary Library

- Manual of forms for baptism, admission to the communion, administration of the Lord's Supper, marriage and funerals : conformed to the doctrine and discipline of the Presbyterian Church 
  - (en)(1877) Princeton Theological Seminary Library
  - (en)(1882 copyright, 1883 published) https://archive.org/details/manualofforms00hodguoft (Emmanuel - University of Toronto)

- Questions on the text of the Systematic Theology of Dr. Charles Hodge : together with an exhibition of various schemes illustrating the principles of theological construction (by A. A. Hodge)(1885)
  - https://archive.org/details/questionsontexto00hodg (Princeton Theological Seminary Library)

### Articles ou extraits de ses oeuvres classés par sujets
- (en) L'inspiration [divine] de la Bible : The Inspiration of the Bible, chapitre 4 de "Outlines of Theology", New-York, 1860
- (en) Une brève histoire des credo et confessions de foi : A Short History of Creeds and Confessions, extrait du chapitre 1 de The Confession of Faith (1869)
- (en) L'alliance de Dieu avec l'Homme - l'Église : God's Covenants With Man - The Church
- (en) Le baptême : Baptism
- (en) Les modalités du baptême : The Mode of Baptism
- (en) La sanctification (texte révisé par B.B. Warfield) : Sanctification (revised by B.B. Warfield)
- (en) Le libre-arbitre : Free Will
- (en) La justification [et le salut] (en 3 parties) : Justification (Part 1) (Part 2) (Part 3)
- (en) La prédestination : Predestination
- (en) Recueil d'articles écrits par Archibald Alexander Hodge : Selected Essays by Archibald Alexander Hodge
- (en) Les dogmes de Westminster et l'Écriture sainte : Westminster doctrine anent holy scripture : tractates by professors A. A. Hodge and Warfield (1891)
- (en) Archibald Alexander Hodge, « The Ordo Salutis », The Princeton review, vol. 1,‎ 1878, p. 304–321 (lire en ligne, consulté le 13 février 2019)